# Ґордейкі
Ґордейкі (пол. Gordejki, нім. Gordeiken) — село в Польщі, у гміні Олецько Олецького повіту Вармінсько-Мазурського воєводства.
Населення — 62 особи (2011).
У 1975-1998 роках село належало до Сувальського воєводства.

## Демографія
Демографічна структура станом на 31 березня 2011 року:
|          | Загалом | Допрацездатний вік | Працездатний вік | Постпрацездатний вік |
| -------- | ------- | ------------------ | ---------------- | -------------------- |
| Чоловіки | 33      | 9                  | 21               | 3                    |
| Жінки    | 29      | 6                  | 18               | 5                    |
| Разом    | 62      | 15                 | 39               | 8                    |